# 甲乙醚
甲乙醚（英語：ethyl methyl ether），或稱甲基乙基醚、甲氧基乙烷（英語：methoxyethane），是一种结构简单的醚，分子式C3H8O，结构简式C2H5OCH3，和丙醇是同分异构体。 甲乙醚是一种有药味的无色气体，吸入可引起窒息或头晕。作为路易斯碱，它可以与路易斯酸反应形成盐，与氧化剂发生剧烈反应。

## 合成
甲乙醚可由溴甲烷和乙醇鈉（或其他的乙醇鹽）透過威廉姆遜合成反應製備而成，該反應由雙分子親核取代反應的機理而進行。
{\displaystyle {\ce {CH3Br + CH3CH2ONa -> CH3CH2OCH3\ + NaBr}}}